# 高山久参
高山 久参（たかやま きゅうさん、1915年（大正4年）3月17日 - 2005年（平成18年）3月17日）は、石川県の民謡歌手であり民謡普及活動家。高山右近（長房）と同姓だが別の一族出身。

## 略歴
- 1915年（大正4年）3月に、石川県河北郡三谷村正部谷（現在の金沢市正部町）生まれ。
- 1966年（昭和41年）4月に、森本町の民謡『森本めでた』を統一して発表。
- 1970年（昭和45年）4月に、森本地区民謡保存会を発足し、初代会長に就任。
- 1974年（昭和49年）12月に、石川県民謡協会の発足に尽力する。
- 1978年（昭和53年）10月に、クラウンレコード（現・日本クラウン）より、『森本はいやさんかさ』をレコード発売。
- 1988年（昭和63年）3月に、金沢市民謡協会の発足と森本地区民謡保存会の加盟に尽力する。
- 1989年（平成元年）9月に、森本地区民謡の保存と普及の為、『森本地方の民謡集』を制作する。[1]
- 1991年（平成3年）11月に、石川県知事の中西陽一より、石川県文化功労賞を授与[2][3]。
- 1991年（平成3年）12月に、内閣総理大臣の宮澤喜一より、紺綬褒章を授与[2]。
- 1992年（平成4年）3月に、金沢市民謡協会の理事長に就任。[4]
- 1994年（平成6年）2月に、金沢市民謡協会の理事長を退任。
- 1998年（平成10年）4月に、森本地区民謡保存会の金沢市伝承芸能認証団体への承認に尽力する。
- 2000年（平成12年）3月に、協会副会長として、金沢市伝統芸能の保存と普及の為、金沢市民謡協会へ寄付をする。
- 2005年（平成18年）3月に、脳梗塞により死去（享年90）

## 作品
- 『森本はいやさんかさ』クラウンレコード（ＥＰ盤／HW-121）